# Quimera paleontológica

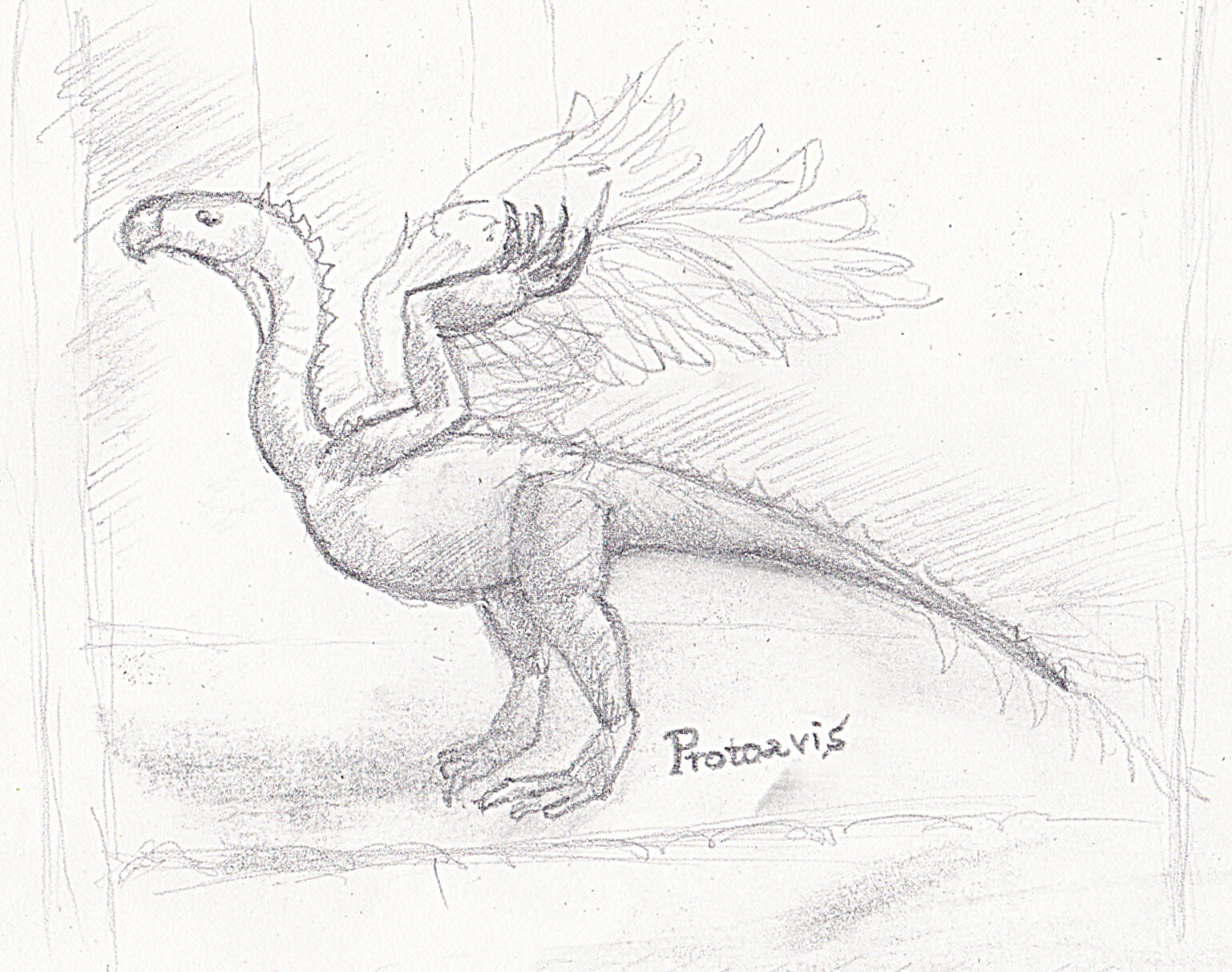
Dibujo interpretativo de Protoavis después de la configuración inicial de Sankar Chatterjee de los elementos esqueléticos.

En paleontología, una quimera es la interpretación errónea de un organismo extinto basado en la reunión de dos o más elementos fósiles procedentes de diferentes especies. Un ejemplo clásico actual de una posible quimera es Protoavis.

## Lista
- Archaeoraptor
- Avalonianus
- Bagaraatan
- Dakotaraptor
- Dalianraptor
- Kootenichela
- Lametasaurus
- Luchibang
- Ornithopsis hulkei
- Polacanthoides
- Precursor
- Protoavis
- Teihivenator
- Ultrasauros